# فرانك هوغن
فرانك هوغن (بالإنجليزية: Frank Hogan)‏ هو محامي وسياسي أمريكي، ولد في 17 يناير 1902 في واتربوري في الولايات المتحدة، وتوفي في 2 أبريل 1974 في نيويورك في الولايات المتحدة. حزبياً، نشط في الحزب الديمقراطي.